# باستور (مترو باريس)
باستور (بالفرنسية: Pasteur)‏ هي محطة مترو تابعة لمترو باريس تقع في فرنسا في الدائرة الخامسة عشرة في باريس.[بحاجة لمصدر]

## معرض صور

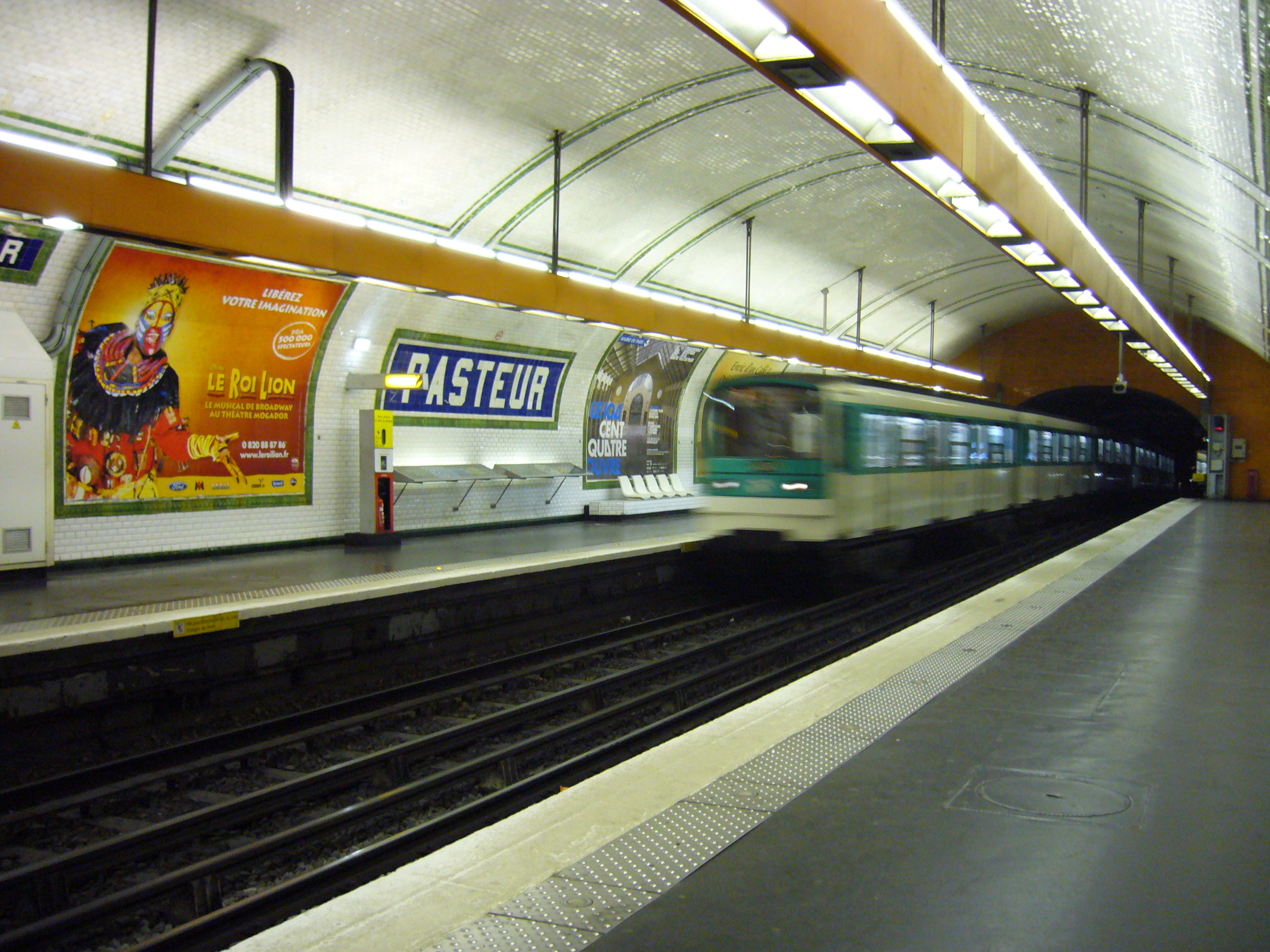
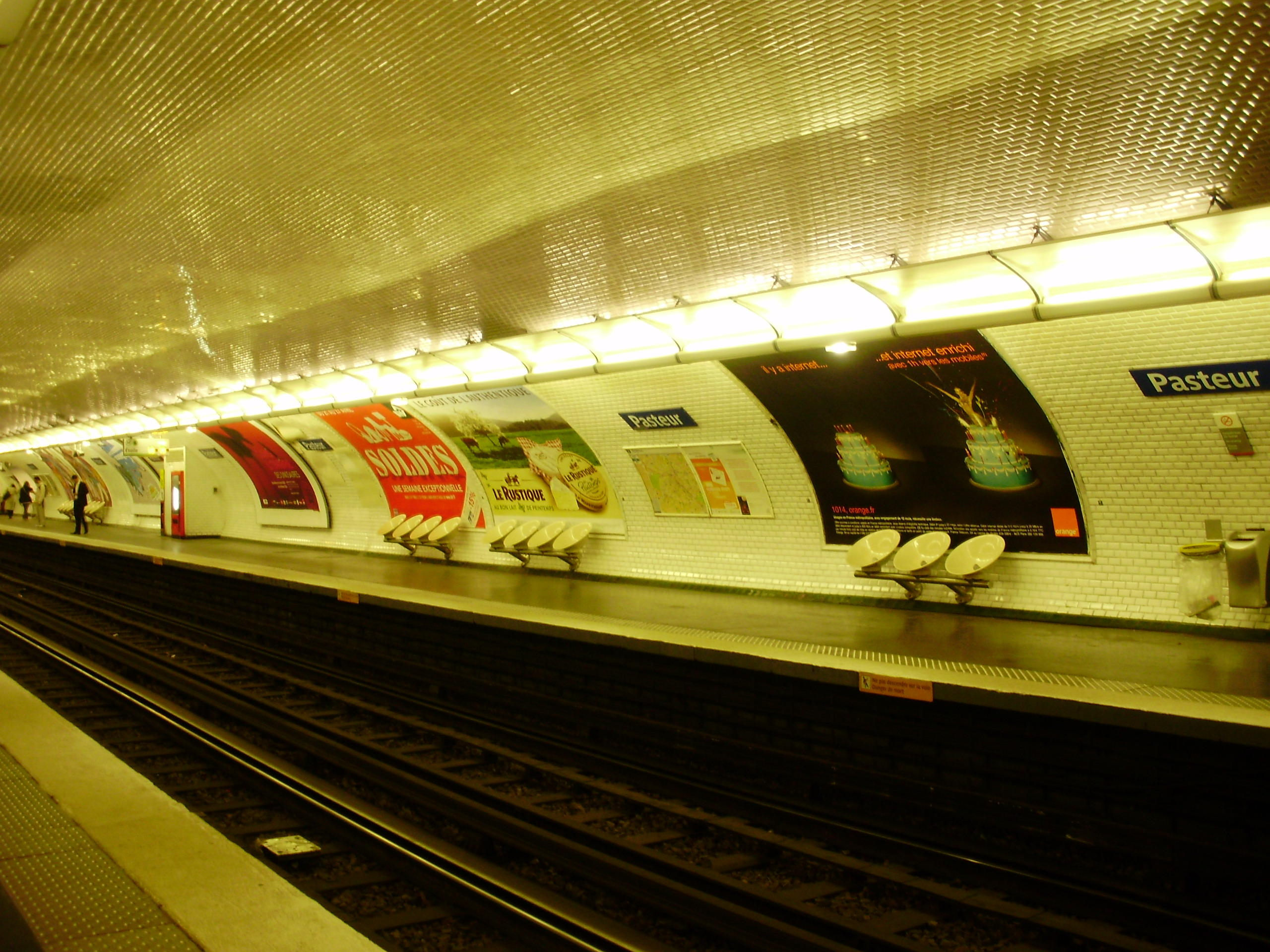
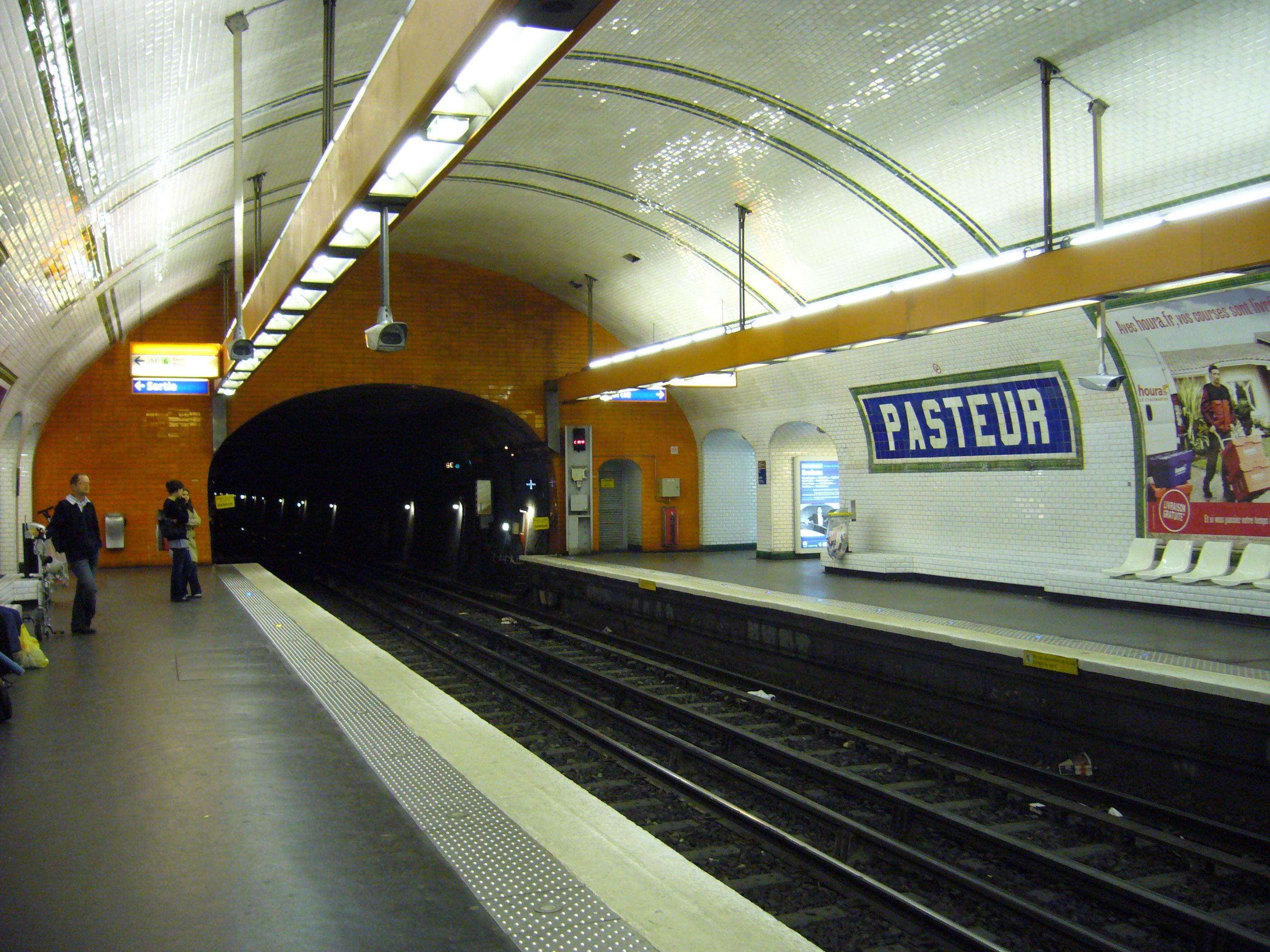